# Queer as Punk
Queer as Punk ist ein Dokumentarfilm von Yihwen Chen aus dem Jahr 2025. Er hatte seine Weltpremiere am 16. Februar 2025 bei den 75. Internationalen Filmfestspielen Berlin 2025 in der Sektion Forum.

## Handlung
Der Dokumentarfilm begleitet Mitglieder der malaysischen Punkband „Shh...Diam!“ über einen Zeitraum von knapp 3 Jahren, von 2018 bis in die Covidzeit. Der malaiische Name der Band bedeutet wörtlich übersetzt „Maul halten!“ Ein Großteil der Bandmitglieder der schon seit 2010 bestehenden Band ist queer, und so befassen sich ihre Songs mit Diskriminierungserfahrungen, Gegenkulturbewegungen und politischem Protest. Zentrale Themen des Films sind Selbstverwirklichung, körperliche Transformation, Liebe, die Erwartungen der Eltern, Angst und politisches Engagement.

## Produktion
Queer as Punk ist Yihwen Chens zweiter Dokumentarfilm. Er wurde vom Hot Docs CrossCurrents Fund und dem IDA Pare Lorentz Fund unterstützt und von Locke Films in Kuala Lumpur und Talamedia in Jakarta produziert. Die Rechte am internationalen Vertrieb erwarb die französische Firma Mediawan noch vor der Uraufführung. Der Film erhielt eine Nominierung als bester Dokumentarfilm zur Verleihung des 39. Teddy Awards 2025. 

## Auszeichnungen
- 2025: Internationale Filmfestspiele Berlin: Lobende Erwähnung bei der Vergabe des Friedensfilmpreises[4]